# Leptotrema albocoronatum
Leptotrema albocoronatum är en lavart som beskrevs av C. Knight 1889. Leptotrema albocoronatum ingår i släktet Leptotrema och familjen Thelotremataceae.   Inga underarter finns listade i Catalogue of Life.